# 埃特雷维尔
埃特雷维尔（法語：Étréville，法語發音：[etʁevil]）是法国厄尔省的一个市镇，属于贝尔奈区。

## 地理
埃特雷维尔（49°22'19"N, 0°39'1"E）面积11.23 平方千米，位于法国诺曼底大区厄尔省，该省份为法国北部内陆省份，北起滨海塞纳省，西接奧恩省和卡爾瓦多斯省，南至厄尔-卢瓦省，东临瓦兹省、瓦兹河谷省和伊夫林省。
与埃特雷维尔接壤的市镇（或旧市镇、城区）包括：布尔讷维尔-圣克鲁瓦、布雷斯托、鲁穆瓦地区科韦维尔、埃蒂尔克赖、拉艾欧布雷、瓦勒托、瓦特维尔拉吕。

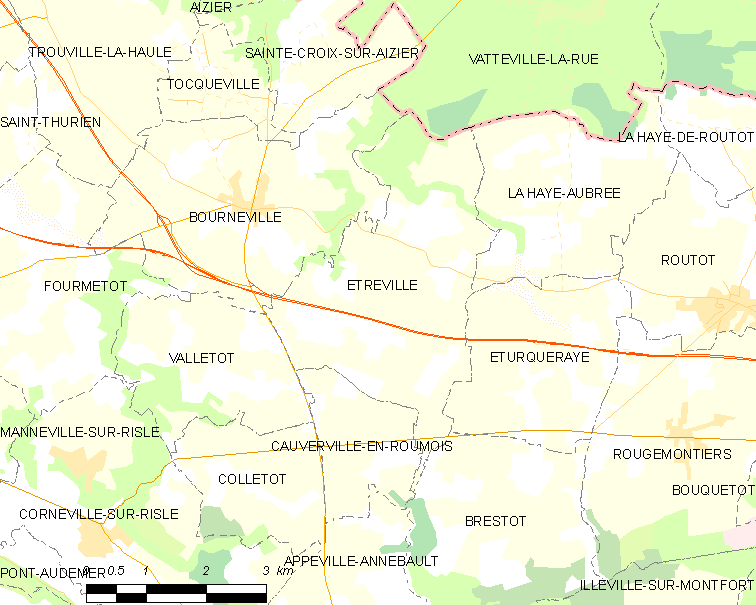
埃特雷维尔的OSM定位图

埃特雷维尔的时区为UTC+01:00、UTC+02:00（夏令时）。

## 行政
埃特雷维尔的邮政编码为27350，INSEE市镇编码为27227。

## 政治
埃特雷维尔所属的省级选区为阿沙尔堡县。

## 人口

1962-2008年间埃特雷维尔人口变化图示

埃特雷维尔于2022年1月1日时的人口数量为669人。